# Äventyraren

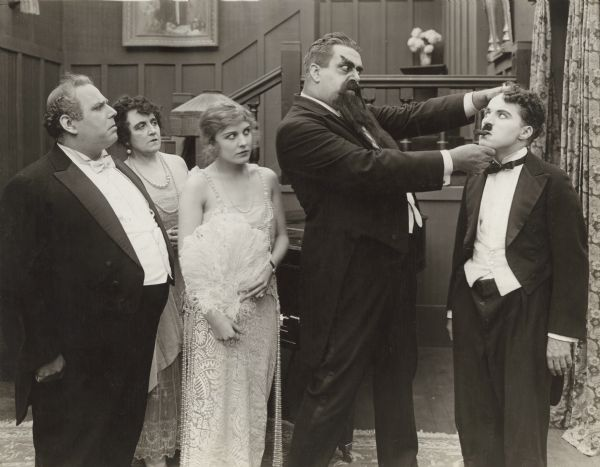
Från vänster till höger: Henry Bergman, Marta Golden, Edna Purviance, Eric Campbell och Charlie Chaplin i en scen från filmen

Äventyraren (originaltitel: The Adventurer) är en amerikansk stumfilm från 1917 i regi av Charlie Chaplin, med bland andra Charlie Chaplin, Henry Bergman, Edna Purviance och Eric Campbell i rollerna. Filmen var Charlie Chaplins tolfte och sista film för Mutual Film Corporation och hade urpremiär i USA 22 oktober 1917.

## Handling
Chaplin spelar en fånge som rymt från ett fängelse och som jagas av fångvaktare. Under flykten är han nära att tillfångatas, men lyckas avväpna en vakt och tar sedan till flykten igen genom att simma därifrån. När han når land igen får han syn på en kvinna som håller på att drunkna. Han hoppar i och räddar kvinnan och hennes dotter som har hoppat i vattnet i ett försök att rädda sin mor. Kvinnan han räddat visar sig vara fru i en förmögen familj. Han hyllas vid en fest dagen efter för sitt hjältedåd. Mannen som uppvaktar dottern i familjen läser i tidningen att polisen efterlyser en rymling som kallas "The Eel", mannen känner igen personen på bilden och ringer polisen. Filmen slutar precis som den började med att Chaplin jagas.

## Om filmen
Chaplin filmade de inledande strandscenerna i Malibu, och scenen där han räddar modern och dottern från att drunkna i Venice. Övriga scener spelades in i Lone Star Studio i Hollywood. För Eric Campbell blev filmen hans sista före sin död 20 december 1917.

## Rollista

### Krediterade
- Charles Chaplin – Förrymd fånge
- Edna Purviance – Flickan
- Eric Campbell – Mannen som uppvaktar flickan
- Henry Bergman – Flickans far
- Albert Austin – Betjänten

### Ej krediterade
- May White – Damen som får glass i nacken
- Marta Golden – Flickans mor
- Toraichi Kono – Familjens chaufför
- John Rand – Gäst
- Frank J. Coleman – Fångvaktaren på stranden
- Phyllis Allen – Hembiträde
- Loyal Underwood – Skäggig kortväxt gäst
- Janet Miller Sully – Marie
- Tiny Sandford – Polis

Källor: